# Vârful Mafadi

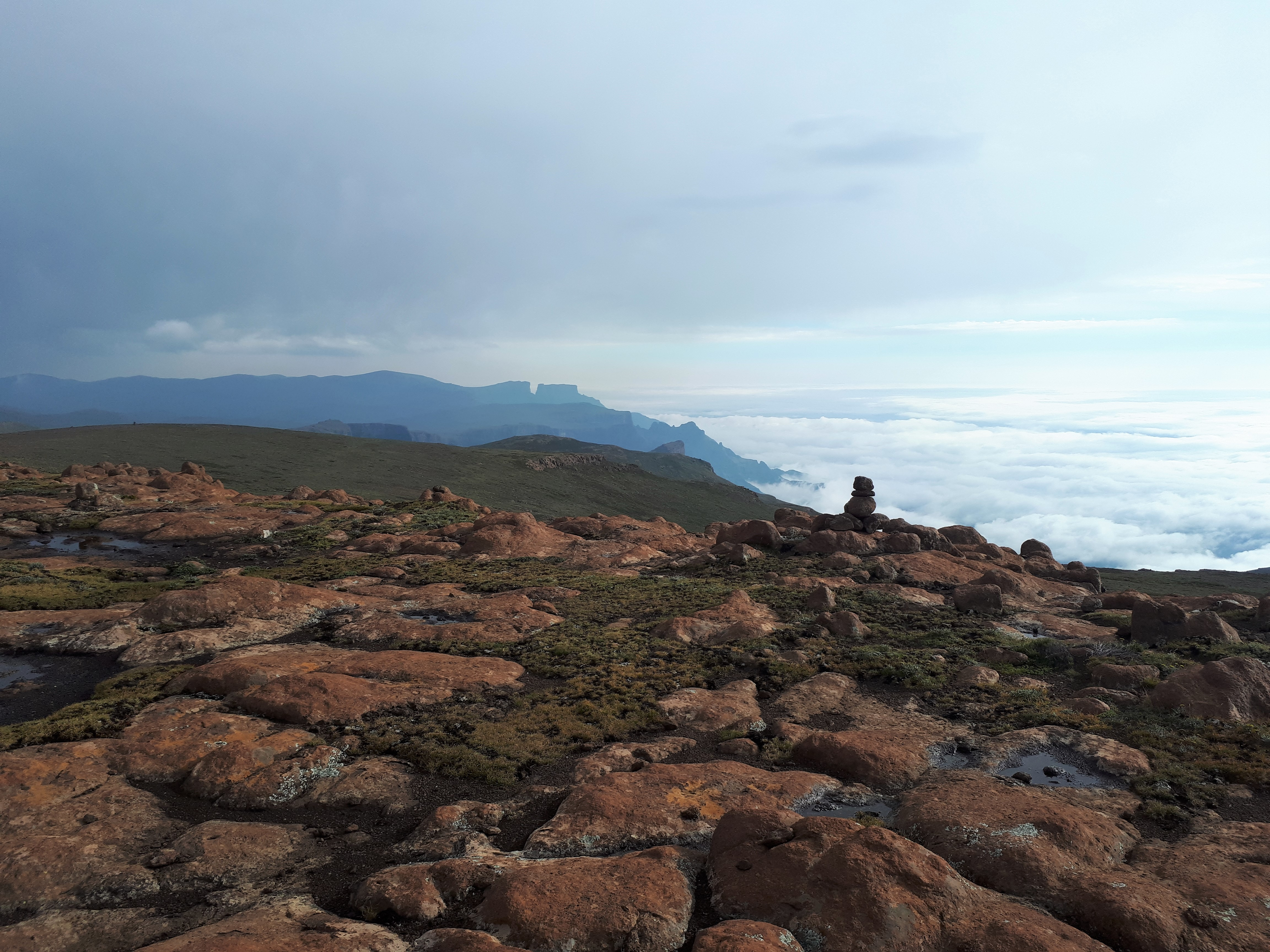
Vârful Mafadi. O furtună în timpul dimineții se apropie de nord-vest. Muntele Castelul Șampaniei (al treilea munte ca înălțime din Africa de Sud la 3.377 m) vizibil la orizont. De asemenea, proeminentul vârf Cathkin din centrul fotografiei. Sub povârniș, norii acoperă văile Drakensberg-ului inferior (Africa de Sud).

Vârful Mafadi (afrikaans: Mafadipiek) este un vârf montan la granița între Africa de Sud și Lesoto. Cu o altitudine de 3.450 m, este cel mai înalt munte din Africa de Sud, dar este mai mic decât vârful Thabana Ntlenyana, cel mai înalt vârf din Lesoto, care se află la 3.482 m, fiind prin urmare cel mai înalt punct din Africa sudică. Mafadi se află la S 29 12 08.4 E 29 21 25.5 în format WGS84.

## Ascensiune
Ascensiunile pe Mafadi, încercate din partea sud-africană, sunt făcute în mod normal din tabăra de bază Njesuthi. Povârnișul Njesuthi din Munții Scorpiei (Drakensberg) este una dintre cele mai îndepărtate regiuni de drumeție și, în mod normal, durează 2 zile pentru a ajunge la povârniș. Traseul presupune o plimbare de aproximativ opt kilometri spre Băile de marmură (Marble Baths). Aceasta este urmată de mergând pe lângă râu și de o combinație de trasee scurte și sărind pe pietre. Toate acestea se termină în partea de jos a culmii, care duce la stâncile Molar, unde există și o tabără. Următoarea potecă merge de-a lungul culmii până la vârful munților și este cunoscută sub numele de pasul Leslie (Leslie's Pass). Poteca urmează culmea până sub o bandă stâncoasă, unde traversează spre partea de sud. Drumul continuă pe o secțiune scurtă de grohotișuri, urmată de mai multe poteci pe un gradient destul de abrupt, până la ultimii 20 de metri care este o pantă ierboasă. De aici urmează sfârșitul pasului Leslie (la S 29 09 12.7 E 29 20 38.0) și o drumeție spectaculoasă pe culmea care leagă vârful Lithobolong și vârful Mafadi. 
Un traseu denumit Bucla Corner-Leslies devine un drum popular de a ajunge la vârful Mafadi. Aceasta implică drumeții până la punctul Centenary Hut în rezervația naturală Injisuthi în prima zi, pe urmă urcând pasul Corner și urcând vârful Mafadi în a 2-a zi, și pe urmă coborând Pasul Leslie până la Băile de marmură în a 3-a zi și revenirea la tabăra Njesuthi în a 4-a zi. 
La 8 octombrie 2015, alergătorii sud-africani, Ryan Sandes și Ryno Griesel, au stabilit timpul cel mai rapid cunoscut pentru urcarea vârfului Mafadi pe ruta Northern High Approach, un traseu alternativ și un pic mai scurt, dar mult mai abrupt, față de trecătoarea mai populară a pasului Corner. Au stabilit un timp de 5 ore 47 min 59 sec, care începe și se încheie în tabăra de bază Njesuthi și a acoperit un total de 38,52 km cu câștig/pierdere de elevație de aproximativ 2.400m. Cel mai rapid timp cunoscut precedent a fost stabilit în 2012 de sud-africanul Andrew Porter, cu un timp de 6 h 22 min începând de la tabăra Castelul gigantului (Giant's Castle), prin pasul Judge.

## Numele contestat
Numele de Mafadi (care înseamnă literalmente Maica Fadiului) este în prezent disputat, denumirea sa originală în limba sotho fiind Ntheledi (care înseamnă „mă face să alunec", referindu-se la curentul din apropiere) fiind considerat de unii mai relevant și mai corect. 